# Arhinia

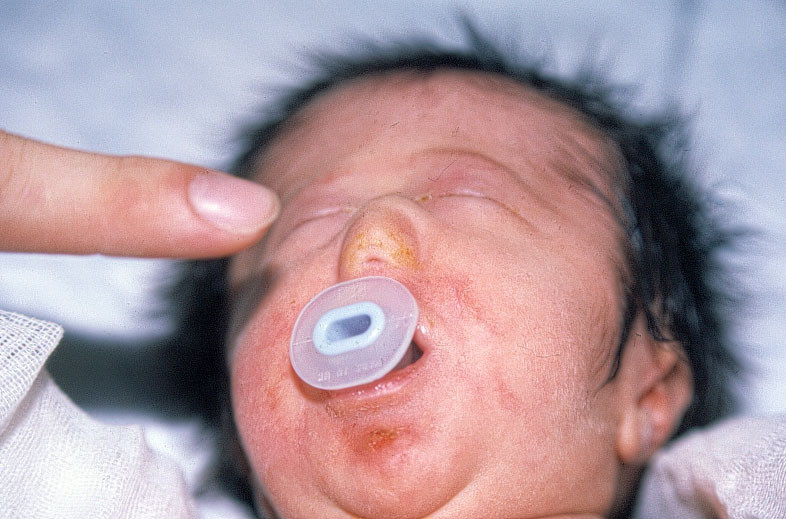
Noworodek z częściową arhinią

Arhinia – zaburzenie rozwojowe polegające na wrodzonym braku nosa.
Jest to bardzo rzadka wada, opisano do tej pory około 20–30 przypadków. Częstość wady szacowana jest na mniej niż 1:100 000 żywych urodzeń. Jeszcze rzadsze są przypadki połowicznej arhinii. Obraz całkowitej arhinii to płaska, twarda okolica nad górną wargą, prawidłowa górna warga i nierozczepione podniebienie; w częściowej arhinii mogą być obecne szczątkowe tkanki miękkie nosa i ślepo zakończone dołki w miejsce nozdrzy. 